# 卡魯塞戰役
卡魯塞戰役是指在1270年2月16日，立陶宛大公國陸軍和立窩尼亞騎士團聯合軍隊（結合多爾帕特主教國、薩雷馬－萊內主教區、丹屬愛沙尼亞軍隊），在波羅的海穆胡海峽冰凍海面與穆胡島發生的戰役。這場戰役以今愛沙尼亞村落卡魯塞為名，最終由立陶宛取得決定性勝利。這場戰役還是13世紀立條頓騎士團與窩尼亞騎士團第五次慘敗。有關這場戰役的資訊主要來自於《利沃尼亞韻律詩編年史》，當中用192行文句描述戰役的經過